# جون وايتهيد (لاعب كرة قاعدة)
جون وايتهيد (بالإنجليزية: John Whitehead)‏ هو لاعب كرة قاعدة أمريكي، ولد في 27 أبريل 1909 في كولمان في الولايات المتحدة، وتوفي في 20 أكتوبر 1964 في بونهام في الولايات المتحدة.

## وصلات خارجية
- جون وايتهيد على موقع دوري كرة القاعدة الرئيسي (الإنجليزية)
- جون وايتهيد على موقعبيزبول رفرنس.كوم (الدوري الرئيسي) (الإنجليزية)
- جون وايتهيد على موقع إي إس بي إن.كوم (أم.أل.بي) (الإنجليزية)
- جون وايتهيد على موقع مشجعي الرسوم البيانية (الإنجليزية)